# Lijst van orkestleden van Duke Ellington
De lijst van orkestleden van Duke Ellington geeft een overzicht van personen die speelden in het orkest van Duke Ellington.

## A
- Hayes Alvis
- Cat Anderson
- Ivie Anderson
- Harold Ashby

## B
- Alice Babs
- Shorty Baker
- Butch Ballard
- Smith Ballew
- Eddie Barefield
- Art Baron
- Aaron Bell
- Louie Bellson
- Joe Benjamin
- Bill Berry
- Barney Bigard
- Lou Blackburn
- Jimmy Blanton
- Rube Bloom (arrangeur)
- Wellman Braud
- Lawrence Brown
- Chick Bullock
- Roy Burrowes

## C
- Harry Carney
- Johnny Coles
- Chuck Connors
- Willie Cook
- Buster Cooper
- Baby Cox

## D
- Kay Davis
- Wild Bill Davis
- Wilbur de Paris
- Bobby Durham

## E
- Henry "Bass" Edwards
- Marie Ellington
- Mercer Ellington
- Rolf Ericson

## F
- Jimmy Forrest

## G
- Sid Garry
- Victor Gaskin
- Matthew Gee
- Peter Giger
- Betty Glamann
- Tyree Glenn
- Paul Gonsalves
- Sonny Greer
- Fred Guy

## H
- Barrie Lee Hall, Jr.
- Jimmy Hamilton
- Otto Hardwick
- Jimmy Harrison
- Rick Henderson
- Al Hibbler
- Johnny Hodges
- Major Holley

## I
- Charlie Irvis
- Vernon Isaac

## J
- Quentin Jackson
- Rudy Jackson
- Hilton Jefferson
- Herb Jeffries
- Freddie Jenkins
- Money Johnson
- Herbie Jones
- Reunald Jones
- Wallace Jones
- Taft Jordan

## K
- Al Killian

## L
- Yvonne Lanauze

## M
- Frank Marvin
- Murray McEachern
- Mary McHugh
- Jimmy McPhail
- Queen Esther Marrow
- Wendell Marshall
- Andres Merenguito
- Louis Metcalf
- James "Bubber" Miley
- Irving Mills (onder naam Sunny Smith)
- Geezil Minerve
- Malcolm Mitchell

## N
- Ray Nance
- Tricky Sam Nanton

## P
- Benny Paine
- Oscar Pettiford
- Eddie Preston
- Russell Procope

## R
- Junior Raglin
- Harold Randolph
- Don Redman
- Prince Robinson
- Betty Roche
- Ernie Royal
- Roy Rutledge

## S
- Edgar Sampson
- Al Sears
- Joya Sherrill
- Cornell Smelser
- Billy Smith
- Willie Smith
- Elmer Snowden
- Billy Strayhorn
- Rex Stewart

## T
- Billy Taylor
- Clark Terry
- George Thomas
- Juan Tizol
- Lloyd Trotman
- Norris Turney

## V
- Dick Vance

## W
- Ozzie Ware
- Ben Webster
- Arthur Whetsol
- Harry White
- Cootie Williams
- Francis Williams
- Nelson Williams
- Skippy Williams
- Gerald Wilson
- Jimmy Woode
- Britt Woodman
- Sam Woodyard